# Tony D. Bauernfeind

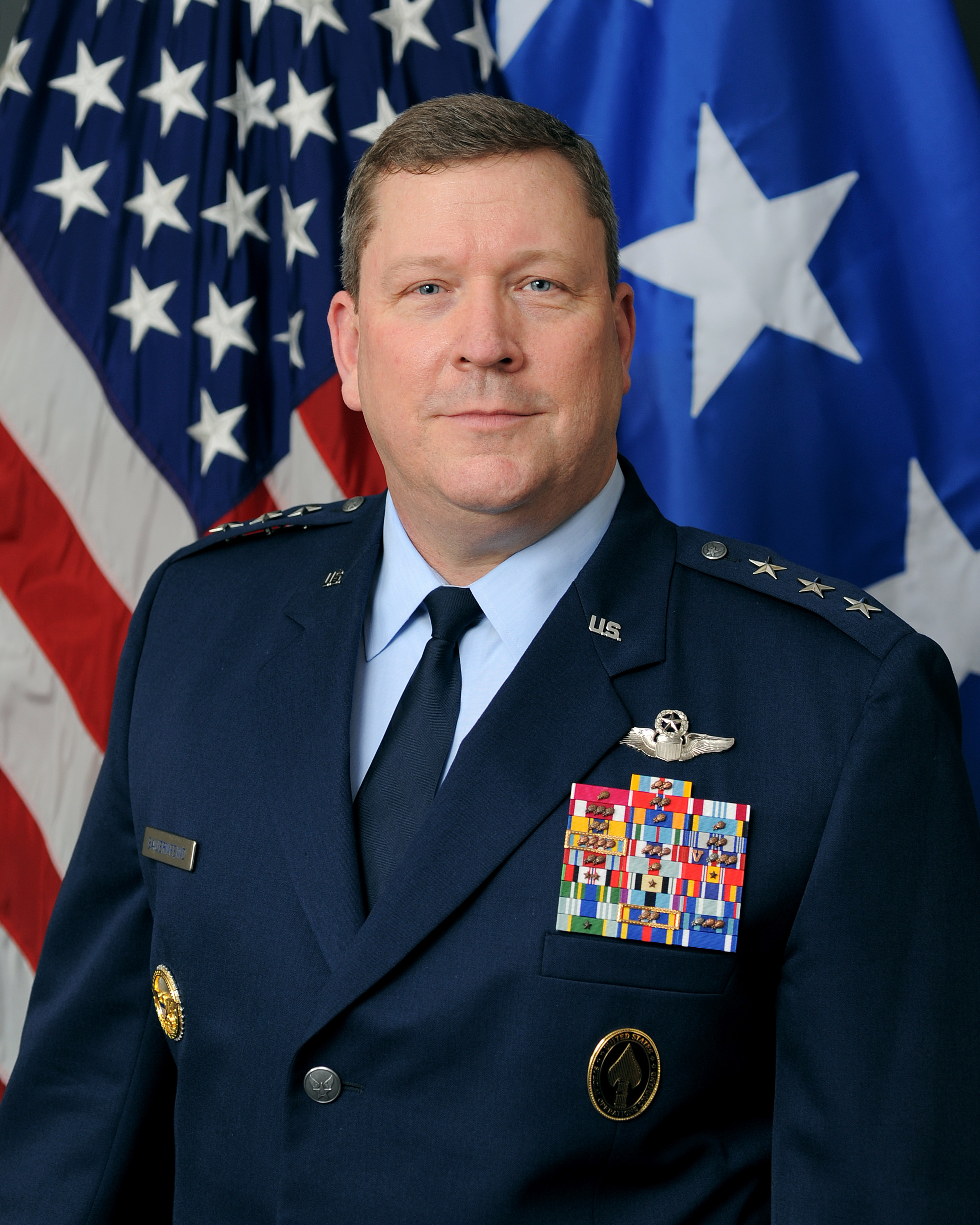
Tony D. Bauernfeind (2021)

Tony D. Bauernfeind (* 14. Februar 1969) ist ein Generalleutnant der United States Air Force. Er war unter anderem Kommandeur des Air Force Special Operations Command. Zurzeit (Oktober 2024) leitet er als Superintendent die United States Air Force Academy in Colorado Springs.

## Leben
Im Jahr 1991 absolvierte Tony Bauernfeind die United States Air Force Academy. Nach seiner Graduation wurde er als Leutnant in das Offizierskorps der Air Force aufgenommen. In der Folge durchlief er alle Offiziersgrade vom Leutnant bis zum Drei-Sterne-General.
Im Lauf seiner militärischen Karriere absolvierte er verschiedene Kurse und Schulungen. Dazu gehörten unter anderem eine Ausbildung zum Kampfpiloten und weitere Fortbildungskurse als Pilot neuer Flugzeugtypen; die Squadron Officer School auf der Maxwell Air Force Base in Alabama; das Air Command and Staff College, das sich ebenfalls auf der Maxwell AFB befindet; das Air War College (über einen Fernkurs); das Joint Forces Staff College in Norfolk, Virginia; der Combined Forces Special Operation Component Commander Course und der Joint Flag Officer Warfighting Course. Außerdem erhielt er einen akademischen Grad von der Auburn University.
In seinen frühen Jahren als Offizier der Luftwaffe war er an verschiedenen Stützpunkten in den Vereinigten Staaten stationiert. Dabei war er als Pilot, Flugausbilder oder Stabsoffizier bei unterschiedlichen Einheiten tätig. Dazwischen absolvierte er die erwähnten Schulungen. Zwischen 1993 und 1997 war er auf der Kadena Air Base in Japan stationiert.
Zwischen August und Dezember 2006 war er als Oberstleutnant in Afghanistan eingesetzt. Dort kommandierte er die kombinierten Sondereinsatzverbände der Luftstreitkräfte (Commander, Combined Joint Special Operations Air Detachment, Afghanistan). Von Mai bis September 2007 war er stellvertretender Kommandeur der Luftsondereinheiten für den Irak und Afghanistan (Deputy Commander, Combined Joint Special Operations Air Component, Iraq/Afghanistan). Als Oberst kommandierte er zwischen Juni 2011 und Juni 2013 die 1st Special Operations Group, die auf dem Hurlburt Field in Florida stationiert war.
Anschließend wurde er zur Cannon Air Force Base in New Mexico versetzt, wo er zwischen Juli 2013 und Februar 2015 das 27. Sondereinsatzgeschwader (27th Special Operations Wing) kommandierte. Es folgte eine Versetzung nach Kabul in Afghanistan. Dort war Tony Bauernfeind ab Mai 2015 bis zum April 2016 stellvertretender Kommandeur der Sondereinsatzkräfte der NATO-Truppen (Deputy Commanding General-Operations, NATO Special Operations Component Command). Daran schloss sich eine Versetzung nach Südkorea an. Zwischen April 2016 und Juni 2019 kommandierte er dort die amerikanischen Sondereinsatzkräfte (Commanding General, Special Operations Command Korea).
In der Folge wurde er zur MacDill Air Force Base in Florida beordert. Dort war er zwischen Juli 2019 und Juli 2020 Stabschef beim United States Special Operations Command. Danach war er bis zum Dezember 2022 stellvertretender Kommandeur dieses Commands. Am 9. Dezember 2022 übernahm Bauernfeind auf dem Hurlburt Field als Nachfolger von James C. Slife den Oberbefehl über das Air Force Special Operations Command. Diesen Posten bekleidete er bis zum 2. Juli 2024, als er von Michael E. Conley abgelöst wurde. Bereits im Mai 2024 wurde er als neuer Leiter der United States Air Force Academy nominiert. Am 2. August 2024 trat er dieses Amt an.
Während seiner aktiven Zeit als Militärpilot absolvierte Tony Bauernfeind über 3500 Flugstunden auf verschiedenen Flugzeugtypen.

## Daten der Beförderungen
| Abzeichen | Rang               | Jahr            |
| --------- | ------------------ | --------------- |
|           | Second Lieutenant  | 29. Mai 1991    |
|           | First Lieutenant   | 29. Mai 1993    |
|           | Captain            | 29. Mai 1995    |
|           | Major              | 1. März 2002    |
|           | Lieutenant Colonel | 1. März 2006    |
|           | Colonel            | 1. Oktober 2009 |
|           | Brigadier General  | 2. August 2015  |
|           | Major General      | 1. August 2018  |
|           | Lieutenant General | 31. Juli 2020   |

## Orden und Auszeichnungen
Tony Bauernfeind erhielt im Lauf seiner militärischen Laufbahn unter anderem folgende Auszeichnungen:
- Defense Distinguished Service Medal
- Defense Superior Service Medal
- Legion of Merit
- Bronze Star Medal
- Defense Meritorious Service Medal
- Meritorious Service Medal
- Air Medal
- Air Force Commendation Medal
- Air Force Achievement Medal
- Aerial Achievement Medal
- Joint Service Commendation Medal
- Joint Meritorious Unit Award
- Air Force Meritorious Unit Award
- Air Force Outstanding Unit Award
- Combat Readiness Medal
- National Defense Service Medal
- Afghanistan Campaign Medal
- Iraq Campaign Medal
- Global War on Terrorism Service Medal
- Korea Defense Service Medal
- Humanitarian Service Medal
- Air and Space Campaign Medal
- Air Force Longevity Service Award
- NATO-Medaille

Außerdem wurden ihm noch einige Ordensbänder (Ribbons) verliehen.